# Gazipaşa repülőtér
A Gazipaşa repülőtér (IATA: GZP, ICAO: LTFG) Törökország egyik kisebb jelentőségű nemzetközi repülőtere, amely Gazipaşa közelében található. Éves utasforgalma 705 440 fő (2022).

## Légitársaságok és úticélok
2023-ban a Gazipaşa repülőtérről az alábbi járatok indulnak:
| Légitársaság            | Célállomások                                                                 |
| ----------------------- | ---------------------------------------------------------------------------- |
| Air Serbia              | Szezonális charter: Belgrád, Niš                                             |
| AnadoluJet              | Ankara                                                                       |
| Corendon Airlines       | Szezonális: Köln/Bonn                                                        |
| Corendon Dutch Airlines | Szezonális: Amszterdam, Billund, Copenhagen                                  |
| Finnair                 | Szezonális: Helsinki                                                         |
| Freebird Airlines       | Szezonális Charter: Tehran–Imam Khomeini                                     |
| GetJet Airlines         | Szezonális Charter: Vilnius                                                  |
| Norwegian               | Szezonális: Oslo                                                             |
| Pegasus Airlines        | Istanbul–Sabiha Gökçen Szezonális: Moszkva-Domogyedovó, Tehran–Imam Khomeini |
| Pobeda                  | Szezonális: Moscow–Vnukovo                                                   |
| Scandinavian Airlines   | Copenhagen, Oslo Szezonális: Bergen, Stockholm–Arlanda                       |
| Sunclass Airlines       | Szezonális Charter: Copenhagen, Oslo, Stockholm–Arlanda                      |
| SunExpress              | Szezonális: Köln/Bonn                                                        |
| Turkish Airlines        | Istanbul Szezonális: Billund, Oslo                                           |

## Futópályák
A repülőtér futópályái:
- 08/26

## Forgalom
Az utasforgalom az elmúlt években az alábbi módon változott:
| Utasok száma | 4684 | 14 130 | 338 522 | 724 842 | 724 842 | 821 178 | 1 215 627 | 1 102 308 | 620 387 | 705 440 |
|              | 2010 | 2011   | 2013    | 2014    | 2015    | 2017    | 2018      | 2019      | 2021    | 2022    |